# Diego Camacho y Ávila
Diego Camacho y Ávila (12 de novembro de 1652 - 19 de outubro de 1712) foi um prelado católico romano que serviu como arcebispo (título pessoal) de Guadalajara de 1695 a 1704 e arcebispo de Manila de 1704 a 1712.

## Biografia
Diego Camacho y Ávila nasceu em Badajoz, Espanha, a 12 de novembro de 1652. No dia 28 de novembro de 1695, foi nomeado Arcebispo de Manila durante o papado de Inocêncio XII. A 19 de agosto de 1696 foi consagrado bispo por Manuel Fernández de Santa Cruz y Sahagún, bispo de Tlaxcala. No dia 14 de janeiro de 1704, foi nomeado durante o papado de Clemente XI como Arcebispo (Título Pessoal) de Guadalajara e empossado a 24 de maio de 1707. Serviu como Bispo de Guadalajara até à sua morte a 19 de outubro de 1712. Enquanto bispo, foi o consagrador principal de Miguel Bayot, bispo de Cebú (1699).